# Giro dei Paesi Baschi 1924
Il Giro dei Paesi Baschi 1924, prima storica edizione della corsa, si svolse dal 7 al 10 agosto su un percorso di 623 km ripartiti in tre tappe, che toccava tre delle più importanti città dei Paesi Baschi ossia Bilbao, Pamplona e San Sebastián. La vittoria fu appannaggio del francese Francis Pélissier, che completò il percorso in 22h46'36", precedendo il fratello Henri Pélissier e il connazionale Charles Lacquehay. 
I corridori che partirono da Bilbao furono 38 (gli iscritti erano 69), mentre coloro che tagliarono il traguardo di Gexto furono 29.

## Tappe
| Tappa  | Data      | Percorso                 | km  | Vincitore di tappa | Leader classifica generale |
| ------ | --------- | ------------------------ | --- | ------------------ | -------------------------- |
| 1ª     | 7 agosto  | Bilbao > Pamplona        | 182 | Francis Pélissier  | Francis Pélissier          |
| 2ª     | 8 agosto  | Pamplona > San Sebastián | 268 | Henri Pélissier    | Francis Pélissier          |
|        | 9 agosto  | giorno di riposo         |     |                    |                            |
| 3ª     | 10 agosto | San Sebastián > Bilbao   | 173 | Simon Tequi        | Francis Pélissier          |
| Totale | Totale    | Totale                   | 623 |                    |                            |

## Classifica generale
| Pos. | Corridore         | Squadra       | Tempo     |
| ---- | ----------------- | ------------- | --------- |
| 1    | Francis Pélissier | Automoto      | 22h46'36" |
| 2    | Henri Pélissier   | Automoto      | a 14'54"  |
| 3    | Charles Lacquehay | J.B.Louvet    | s.t.      |
| 4    | Victor Fontan     | Individuale   | s.t.      |
| 5    | Simon Tequi       | Individuale   | a 19'11"  |
| 6    | Jean Brunier      | J.B.Louvet    | a 21'23"  |
| 7    | Teodoro Monteys   | Unió Sportiva | a 22'02"  |
| 8    | Henri Collé       | Individuale   | a 24'54"  |
| 9    | Miguel Mucio      | Unió Sportiva | a 26'41"  |
| 10   | Jaime Janer       | Unió Sportiva | a 40'39"  |